# Eisdorf (Bad Grund (Harz))
Eisdorf – dzielnica gminy samodzielnej Bad Grund (Harz) w Niemczech, w kraju związkowym Dolna Saksonia, w powiecie Getynga. Do 28 lutego 2013 gmina wchodząca w skład gminy zbiorowej Bad Grund (Harz).